# دیرندلن (قله)

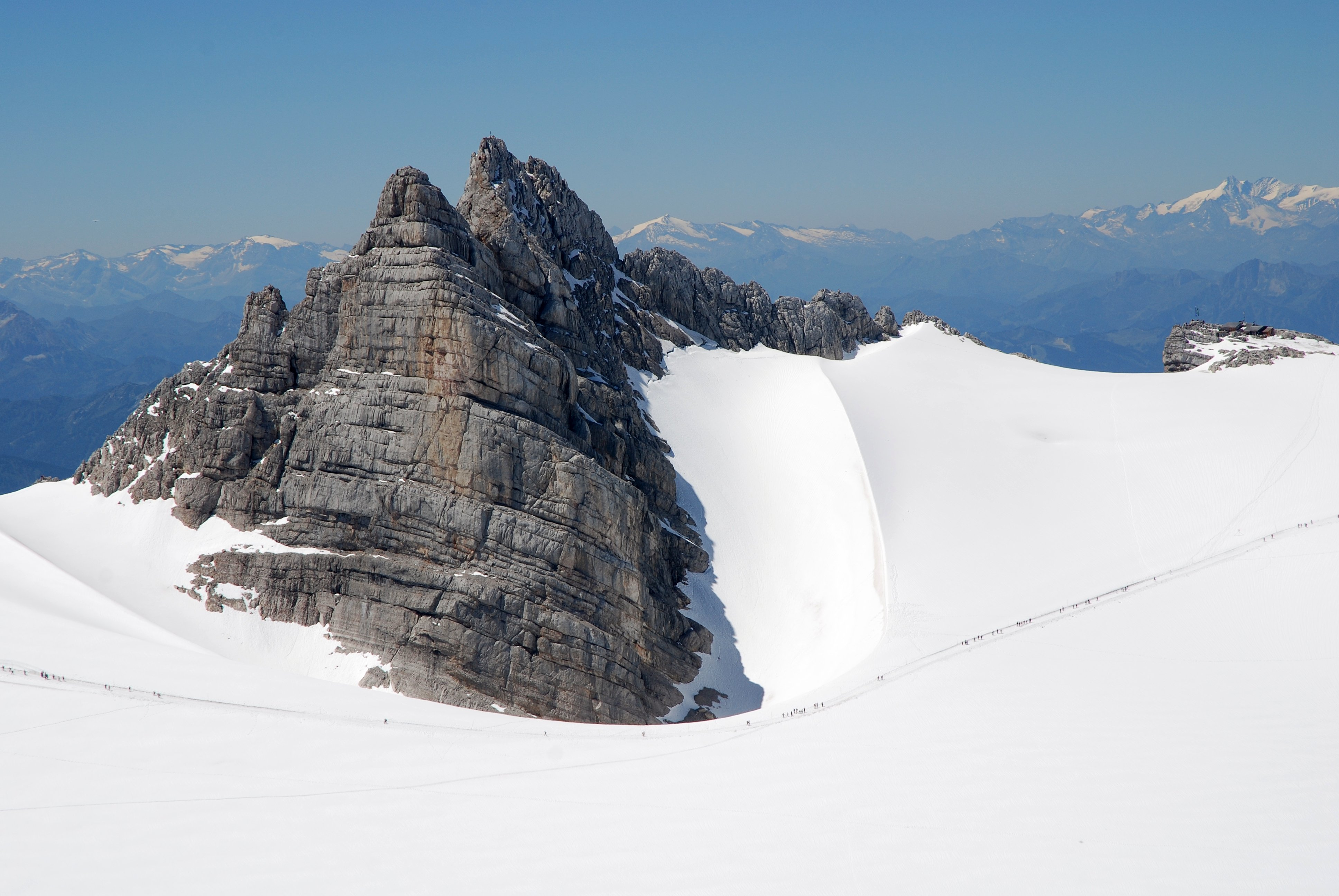
دیرندلن

دیرندلن دو قله کوه در لبه جنوبی فلات داخشتاین در کوه‌های داخشتاین هستند. دیرندلن شرقی (همچنین: Niederes Dirndl) دارای ۲۸۱۸ متر ارتفاع، غربی (همچنین: Hohes Dirndl) ۲۸۳۲ متر ارتفاع دارد. در حالی که نوک شرقی در ایالت اتریش علیا قرار دارد، قله غربی واقع در Dachsteingrat مرز با اشتایرای جنوبی را تشکیل می‌دهد. دیرندلن غربی اولین بار در پنجم دسامبر توسط گردشگران صعود شد.

## موقعیت و محیط اطراف
دیرندلن بخشی از لبه جنوبی شرقی-غربی فلات داخشتاین است که مرز بین ایالت‌های فدرال اتریش اتریش علیا در شمال و اشتایر در جنوب را تشکیل می‌دهد. آنها در انتهای جنوب غربی یخچال هالشتات قرار دارند و دو قله برج مانند را تشکیل می‌دهند که یک خط الراس سنگی را تشکیل می‌دهند که به سمت شمال شرقی می‌رود. جبهه قدرتمند جنوبی آن حدود ۵۰۰ متر به داخل Kar Hundsriese می‌ریزد. کوه‌های مجاور در جنوب شرقی هانرکوگل با ۲۶۸۷ متر و در شمال غربی در مسیر خط الراس مشرقی هوهر داخشتاین با ۲۹۹۵ متر هستند. یخچال هالشتات به سمت شمال کشیده شده‌است.

## توسعه گردشگری
مسیری که اولین کوهنوردها به سمت بلندتر دیرندل طی کردند، توسط طبیعت گردان وینی در ۵ ژوئن بود. در نتیجه کوهنوردان زیادی از این منطقه دیدن کردند؛ بنابراین در سال ۱۸۸۵ لودویگ پورتشلر که از سمت شرق به قله رسید. Eugen Guido Lammer در مسیری دشوار با برف تازه و مه بر روی جبهه شمالی به dirndl شرقی رسید. نقطه شروع امروز برای تورهای کوهستانی Seethalerhütte در شمال غربی در ارتفاع ۲۷۴۰ متری از سطح دریا است. مسیر عادی به سمت قله غربی و بالاتر با یک متقاطع از جناح شمال غربی در سطح دشواری UIAA II + منتهی می‌شود. اما مسیرهایی نیز از طریق دیوارها تا III وجود دارد. درجه UIAA، که به موجب آن لبه جنوبی با دشواری UIAA V جزو تورهای کوهستانی کلاسیک در منطقه Dachstein محسوب می‌شود. dirndl شرقی همچنین دارای مسیرهای کوهنوردی چالش‌برانگیز تا سطح دشواری UIAA V A2 است.

## ادبیات و نقشه‌ها
- فردریش سیمونی: دیرندل در کوه‌های داخشتاین. در: توریست. شماره ۷ انجمن باشگاه‌های جهانگردی و کوهستانی آلمان، برلین ۱۸۸۵، با تصاویر سی. موزر.
- آگوست فون بوهم: گروه داخشتاین. در: ادوارد ریشتر (قرمز) توسعه آلپ شرقی. جلد اول، برلین ۱۸۹۳، ص ۳۴۵ به بعد.
- ویلی اِند: کوه‌های داخشتاین شرق. گروه داخشتاین (= Alpenvereinsführer) Bergverlag Rudolf Rother, Munich 1980, ISBN 3-7633-1234-X. (راهنمای دره‌ها، کلبه‌ها و کوه‌ها با ۷۸ تصویر، ۱۵ طرح صعود و نقشه هفت رنگ نمای کلی ۱:۵۰۰۰۰)
- نقشه باشگاه آلپاین ۱:۲۵۰۰۰، ورق ۱۴ کوه‌های داخشتاین. باشگاه آلپاین آلمان، مونیخ ۲۰۱۲، ISBN 978-3-928777-27-8.

## لینک‌های وب
- تصویر: Dirndl 1910 در bildarchivaustria.at